# گری دونلان
گری دونلان (انگلیسی: Gary Donnellan؛ زادهٔ ۳ ژوئیهٔ ۱۹۶۲) بازیکن فوتبال اهل بریتانیا است.
از باشگاه‌هایی که در آن بازی کرده‌است می‌توان به باشگاه فوتبال ردینگ اشاره کرد.